# Mario Riva
(Il tipico intercalare, immancabile nelle presentazioni di Mario Riva.)
Mario Riva, pseudonimo di Mario Bonavolontà (Roma, 26 gennaio 1913 – Verona, 1º settembre 1960), è stato un conduttore televisivo, conduttore radiofonico e attore italiano, che raggiunse vasta popolarità negli anni cinquanta.

## Biografia
Era il figlio del compositore napoletano Giuseppe Bonavolontà e di Teresa Chinzari (1890-1977) da Antrodoco.
Nel 1947 conobbe l'attrice Diana Dei, dalla quale ebbe il figlio Antonello (1951-2020), chef e regista di programmi televisivi.
Era un grande tifoso della Lazio.

### Carriera

#### Radio, palcoscenico e grande schermo
Riva fu uno dei pionieri della televisione italiana. Iniziò come attore di varietà, rivista, commedia musicale, cinema, e incominciò la sua carriera durante la seconda guerra mondiale, facendo spettacoli per le truppe. In seguito, per una curiosa coincidenza, incontrò un altro famoso attore di varietà, Riccardo Billi, con il quale creò "Billi e Riva", una delle coppie comiche più famose del suo tempo (in seguito altri seguirono il loro esempio come Tognazzi e Vianello e Franco e Ciccio).
Dal 1938 partecipò, in parti secondarie, a diverse commedie e radiodrammi per l'EIAR; nella stagione 1942-1943 fece parte del cast di attori della popolare trasmissione settimanale Il Terziglio, con testi di Federico Fellini, Marcello Marchesi, Dino Falconi, Edoardo Anton e altri, e recitò accanto a giovani attori come Giulietta Masina, Miranda Bonansea, Gemma Griarotti, Nunzio Filogamo e Rocco D'Assunta.
Nel 1949 presentò alla radio Oplà, programma che, in seguito agli impegni cinematografici del conduttore, fu affidato all'esordiente Corrado, ritenuto suo erede.
Negli anni cinquanta avvenne l'incontro con i due giovani autori Garinei e Giovannini, con i quali, sempre assieme a Billi, interpretò alcune delle più famose e importanti riviste dell'epoca, con Wanda Osiris, Gino Bramieri, Alba Arnova, Walter Chiari, Carlo Campanini, Totò e Peppino De Filippo. Riva lavorò molto anche in campo cinematografico. Comparve in più di cinquanta pellicole a fianco di attori quali Totò, Alberto Sordi, Vittorio De Sica, Walter Chiari, Aldo Fabrizi, e altri grandi interpreti, compresa la sua compagna Diana Dei e il solito Billi, col quale nel 1954 fu protagonista del film di Lattuada Scuola elementare e con cui aveva partecipato un anno prima alla trasmissione televisiva di varietà di Ugo Tognazzi e Raimondo Vianello, Un due tre.

#### Domenica è sempre domenica

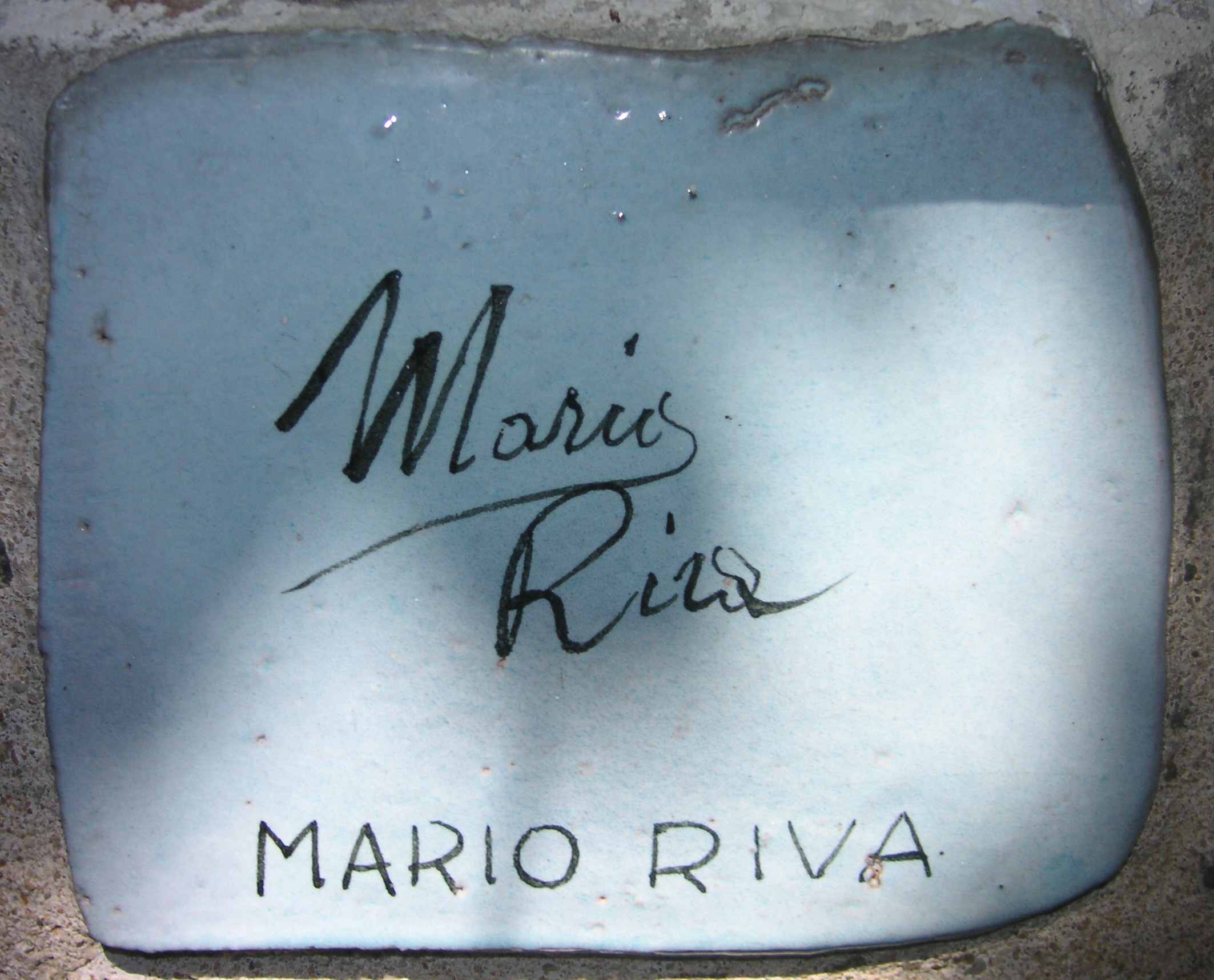
La piastrella autografata da Mario Riva sul muretto di Alassio

Alla fine degli anni cinquanta, con l'avvento della neonata televisione (allora in bianco e nero e con un solo canale), dopo un esordio nella trasmissione Duecento al secondo di Garinei e Giovannini, tentò un nuovo linguaggio di spettacolo (sempre con la collaborazione di Garinei e Giovannini, diventati la firma più prestigiosa del varietà italiano) con lo spettacolo musicale Il Musichiere (primo quiz musicale televisivo della storia della TV), trasmesso dal 7 dicembre 1957 fino al 7 maggio 1960 dalla Rai, con circa 90 puntate.
La trasmissione all'epoca registrava un ascolto di 19 milioni di ascoltatori, paralizzando di fatto l'Italia: nei cinema di Roma e Milano, i gestori dovettero predisporre gli apparecchi TV per evitare che le sale in quel giorno e in quell'orario andassero deserte. Oltre a condurre la competizione tra i concorrenti, che si sfidavano per provare la loro conoscenza musicale, Mario Riva, che grazie a questa trasmissione poteva a buon diritto essere considerato il padre del sabato sera televisivo italiano, appariva al fianco degli ospiti d'onore, molto spesso celebrità internazionali, con i quali talvolta si produceva in inaspettati duetti (famoso quello con Joséphine Baker).
Riva interpretava la sigla finale della trasmissione Domenica è sempre domenica, che rimase per molto tempo una delle canzoni più popolari.
Sue vallette nella trasmissione sono state attrici in seguito divenute famose quali Lorella De Luca, Alessandra Panaro, Carla Gravina, Patrizia Della Rovere, Marilù Tolo, Brunella Tocci.

### La morte in palcoscenico

Mario Riva soccorso dopo la caduta dal palco al Festival del Musichiere, che lo portò alla morte

Il 21 agosto 1960, Riva era impegnato nella serata finale del festival de Il Musichiere, all'Arena di Verona. Come anche dettagliatamente riportato in un articolo a pagina 5 del quotidiano l'Unità del 23 agosto 1960, alle 21:15 circa il presentatore aveva appena dato istruzioni al numeroso pubblico che gremiva oltre metà dell'Arena di Verona sul modo di comportarsi per permettere il regolare svolgimento della ripresa televisiva e si era ritirato nel retroscena dell'alto palcoscenico eretto nel centro dell'anfiteatro. Da lì sarebbe dovuto entrare in scena correndo e brandendo una torcia accesa, per celebrare gli imminenti Giochi olimpici di Roma. A pochi minuti dall'inizio della diretta Riva si incamminò su un praticabile di legno, unito al restante blocco del palco da strisce di tela, opportunamente segnalate, per celare lo spazio vuoto sottostante; in questo frangente, forse confuso dalle luci del proscenio, mise il piede sulla tela e cadde nel vuoto per un'altezza di circa tre metri, atterrando scompostamente tra assi e attrezzi.
Gli autori Garinei e Giovannini ordinarono al direttore Gorni Kramer di dare il segnale d'attacco alla sua orchestra e lo spettacolo incominciò regolarmente senza che nessuno degli spettatori si avvedesse del trambusto che invece avveniva dietro le quinte: la conduzione fu portata avanti dai cantanti Miranda Martino e Tata Giacobetti, aiutati da Renato Rascel, che dovettero fare i conti con lo shock proprio e degli altri concorrenti.
Prontamente soccorso e ricoverato in ospedale, a Riva furono diagnosticate la frattura della sesta vertebra dorsale, la frattura della quarta e quinta costola di destra, la frattura della quinta costola di sinistra, la sospetta frattura dello scafoide carpale destro e una ferita lacero contusa al cuoio capelluto. Fu sottoposto alle cure più urgenti (tra le quali l'infusione di un antibiotico fino ad allora utilizzato solo nelle broncopolmoniti infantili, la colistina, consigliato dal prof. Campanacci di Bologna), ma sopraggiunte complicazioni polmonari (broncopolmonite da trauma) e cardiache concorsero ad aggravare il quadro clinico, ponendo fine prematuramente alla sua vita il 1º settembre, all'età di 47 anni.
La notizia della sua morte destò commozione e sconcerto in tutta Italia. Il giorno del suo funerale, a Roma, fuori dalla basilica del Sacro Cuore Immacolato di Maria in piazza Euclide si raccolsero 250.000 persone. Poiché durante il secondo conflitto mondiale era stato di stanza a Zara, nel corpo dei Bersaglieri, la sua bara fu portata dai militi del relativo battaglione.
Dopo le esequie, la salma venne cremata: le ceneri furono tumulate nella tomba della famiglia Bonavolontà, nel riquadro 35 del vecchio reparto al cimitero del Verano in Roma.

## Filmografia
- Due cuori sotto sequestro, regia di Carlo Ludovico Bragaglia (1941)
- Il barone Carlo Mazza, regia di Guido Brignone (1948)
- Totò al giro d'Italia, regia di Mario Mattoli (1948)
- Vento d'Africa, regia di Anton Giulio Majano (1949)
- Se fossi deputato, regia di Giorgio Simonelli (1949)
- Yvonne la Nuit, regia di Giuseppe Amato (1949)
- Totò cerca casa, regia di Steno (1949)
- I pompieri di Viggiù, regia di Mario Mattoli (1949)
- Ho sognato il paradiso, regia di Giorgio Pàstina (1949)
- Adamo ed Eva, regia di Mario Mattoli (1949)
- I cadetti di Guascogna, regia di Mario Mattoli (1950)
- Domani è un altro giorno, regia di Léonide Moguy (1951)
- Arrivano i nostri, regia di Mario Mattoli (1951)
- Accidenti alle tasse!!, regia di Mario Mattoli (1951)
- Porca miseria!, regia di Giorgio Bianchi (1951)
- Il padrone del vapore, regia di Mario Mattoli (1951)
- Ha fatto 13, regia di Carlo Manzoni (1951)
- Anema e core, regia di Mario Mattoli (1951)
- Vendetta sarda, regia di Mario Mattoli (1951)
- Abracadabra, regia di Max Neufeld (1952)
- Giovinezza, regia di Giorgio Pàstina (1952)
- Bellezze in motoscooter, regia di Carlo Campogalliani (1952)
- Altri tempi - Zibaldone n. 1, regia di Alessandro Blasetti (1952)
- Anni facili, regia di Luigi Zampa (1953)
- Il paese dei campanelli, regia di Jean Boyer (1954)
- Tripoli, bel suol d'amore, regia di Ferruccio Cerio (1954)
- Rosso e nero, regia di Domenico Paolella (1954)
- Siamo tutti milanesi, regia di Mario Landi (1954)
- Accadde al commissariato, regia di Giorgio Simonelli (1954)
- Ridere! Ridere! Ridere!, regia di Edoardo Anton (1954)
- Scuola elementare, regia di Alberto Lattuada (1954)
- La moglie è uguale per tutti, regia di Giorgio Simonelli (1955)
- Motivo in maschera, regia di Stefano Canzio (1955)
- Il campanile d'oro, regia di Giorgio Simonelli (1955)
- Bravissimo, regia di Luigi Filippo D'Amico (1955)
- Accadde al penitenziario, regia di Giorgio Bianchi (1955)
- Racconti romani, regia di Gianni Franciolini (1955)
- I giorni più belli, regia di Mario Mattoli (1956)
- A sud niente di nuovo, regia di Giorgio Simonelli (1956)
- Il ponte dell'universo, regia di Renato Cenni (1956)
- Serenate per 16 bionde, regia di Marino Girolami (1957)
- Arrivano i dollari!, regia di Mario Costa (1957)
- Gente felice, regia di Mino Loy (1957)
- Primo applauso, regia di Pino Mercanti (1957)
- Domenica è sempre domenica, regia di Camillo Mastrocinque (1958)
- È arrivata la parigina, regia di Camillo Mastrocinque (1958)
- Totò, Peppino e le fanatiche, regia di Mario Mattoli (1958)
- Gli zitelloni, regia di Giorgio Bianchi (1958)
- Mia nonna poliziotto, regia di Steno (1958)
- Ladro lui, ladra lei, regia di Luigi Zampa (1958)
- I prepotenti, regia di Mario Amendola (1958)
- Il terribile Teodoro, regia di Roberto Bianchi Montero (1958)
- Perfide ma... belle, regia di Giorgio Simonelli (1959)
- Il raccomandato di ferro, regia di Marcello Baldi (1959)
- Fantasmi e ladri, regia di Giorgio Simonelli (1959)
- Policarpo, ufficiale di scrittura, regia di Mario Soldati (1959)
- Sergente d'ispezione, regia di Roberto Savarese (1959)
- Prepotenti più di prima, regia di Mario Mattoli (1959)
- Il vigile, regia di Luigi Zampa (1960)

## Prosa radiofonica EIAR
- Anima allegra, di Serafin e Joaquin Álvarez Quintero, regia di Luigi Maggi, 13 novembre 1939.
- La damigella di Bard, di Salvator Gotta, regia di Luigi Maggi, 25 novembre 1939.
- Se quell'idiota ci pensasse, commeida di Silvio Benedetti, regia di Luigi Maggi, trasmessa il 26 dicembre 1939
- Giuda, tragedia di Raffaele Mastrostefano, regia di Guglielmo Morandi, trasmessa il 23 agosto 1940
- La locanda alla luna, di Guido Cantini, regia di Nunzio Filogamo, 21 febbraio 1941.
- Il Terziglio, variazioni sul tema Sale d'aspetto, di Federico Fellini, Marcello Marchesi e Ugo Migneco, regia di Claudio Fino, trasmessa il 25 gennaio 1943.
- Il Terziglio, variazioni sul tema Ricordi, di Edoardo Anton, Varaldo e Nicola Manzari, regia di Claudio Fino, trasmessa il 13 febbraio 1943.
- Vecchi e giovani, varietà di Vittorio Metz, regia di Guido Barbarisi, trasmesso il 13 settembre 1943

## Programmi radio
- Parata d'estate, varietà musicale condotto da Mario Riva, regia di Riccardo Mantoni 1951
- Cantate con noi, varietà musicale presentato da Mario Riva con Riccardo Billi, 31 luglio 1955.
- Ventiquattresima ora, programma in 2 tempi, regia di Silvio Gigli, 1958-1959.

## Programmi televisivi
- Duecento al secondo (Programma Nazionale, 1955)
- Il Musichiere (Programma Nazionale, 1957-1960)

## Il teatro di rivista
- Aria nuova, prima al Teatro Galleria di Roma il 9 ottobre 1943.
- Che ti sei messo in testa?, testo e regia di Michele Galdieri, prima al Teatro Valle di Roma il 5 febbraio 1944.